# 932 Hooveria
932 Hooveria је астероид главног астероидног појаса чија средња удаљеност од Сунца износи 2,420 астрономских јединица (АЈ). 
Апсолутна магнитуда астероида је 10,00 а геометријски албедо 0,170.